# Dampetorp
Dampetorp är en gård i Ingelsby i Lerbäcks socken i Askersunds kommun i Närke. Kulturarvet som finns på gården anses ha ett nationellt riskintresse. Länsstyrelsen har bistått med bidrag för återställning samt reparationsarbete för att bibehålla gårdsområdet och naturen kring gården. Idag bedrivs inget aktivt jordbruk på gården.    

## Historia
Gården har varit i nuvarande släkts ägo sedan 1691 då förfadern Anders Jönsson köpte den av Louis De Geer; gården har genomgått tio arvskiften. På Dampetorp har det bedrivits gruvdrift samt jord- och skogsbruk.  